# Luminița
Luminița  è un nome proprio di persona romeno femminile.

## Origine e diffusione

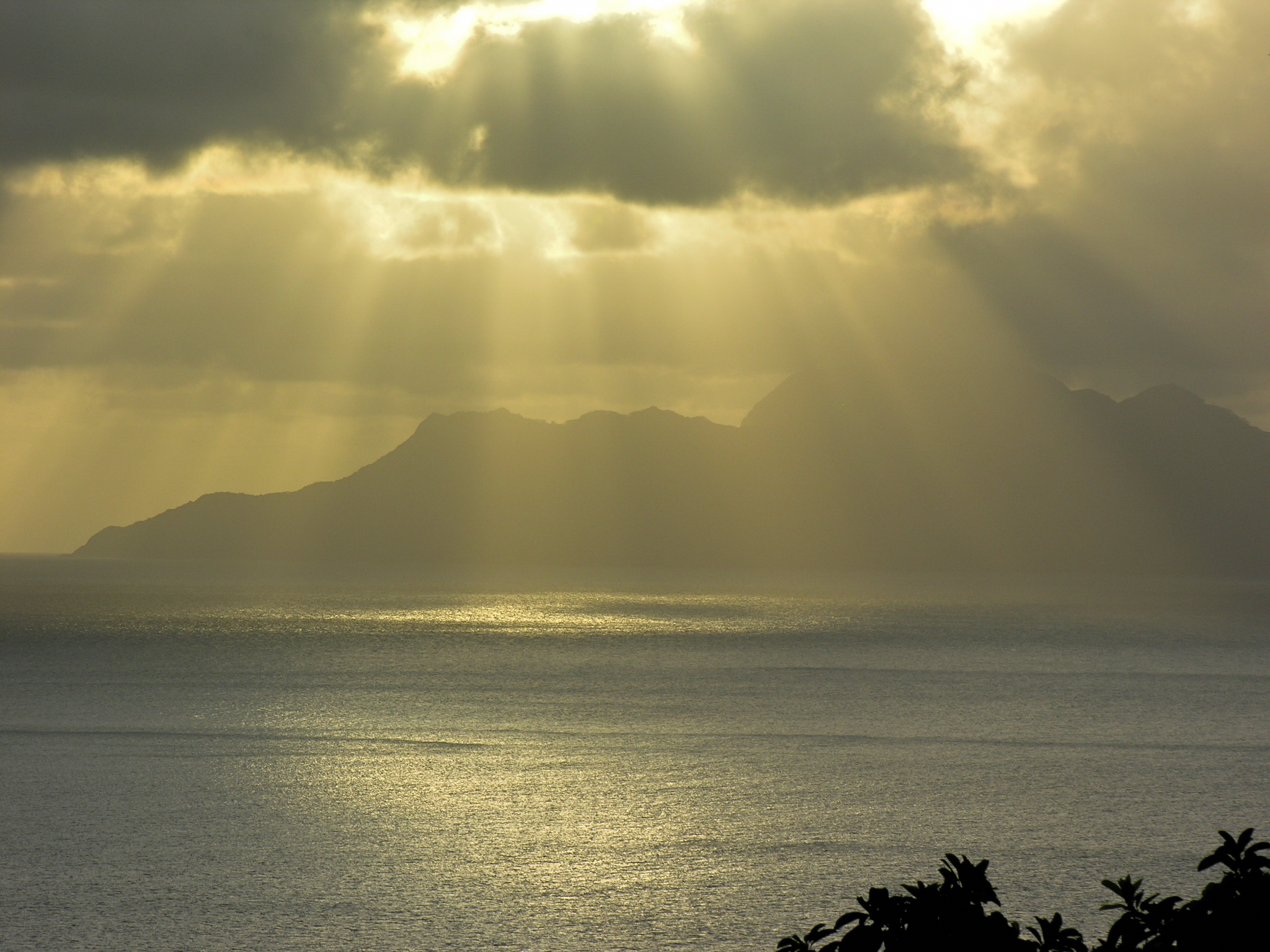
Dei raggi di luce crepuscolari sopra Silhouette Island, nelle Seychelles

È basato sul termine romeno lumina ("luce"), con l'aggiunta di un suffisso diminutivo, quindi il suo significato è "lucina", "piccola luce"; è analogo, per semantica, a nomi quali Luce e Nur.

## Onomastico
Essendo un nome adespota, ovvero non portato da alcuna santa, l'onomastico può essere festeggiato il 1º novembre, giorno di Ognissanti.

## Persone
- Luminița Anghel, cantante rumena
- Luminița Gheorghiu, attrice rumena
- Luminița Maringut, cestista rumena
- Luminița Pișcoran, biatleta rumena
- Luminita Zaituc, maratoneta rumena naturalizzata tedesca

## Il nome nelle arti
- Luminita è la protagonista del film Sette opere di misericordia, diretto da Gianluca e Massimiliano De Serio.